# Kvarteret Älgen

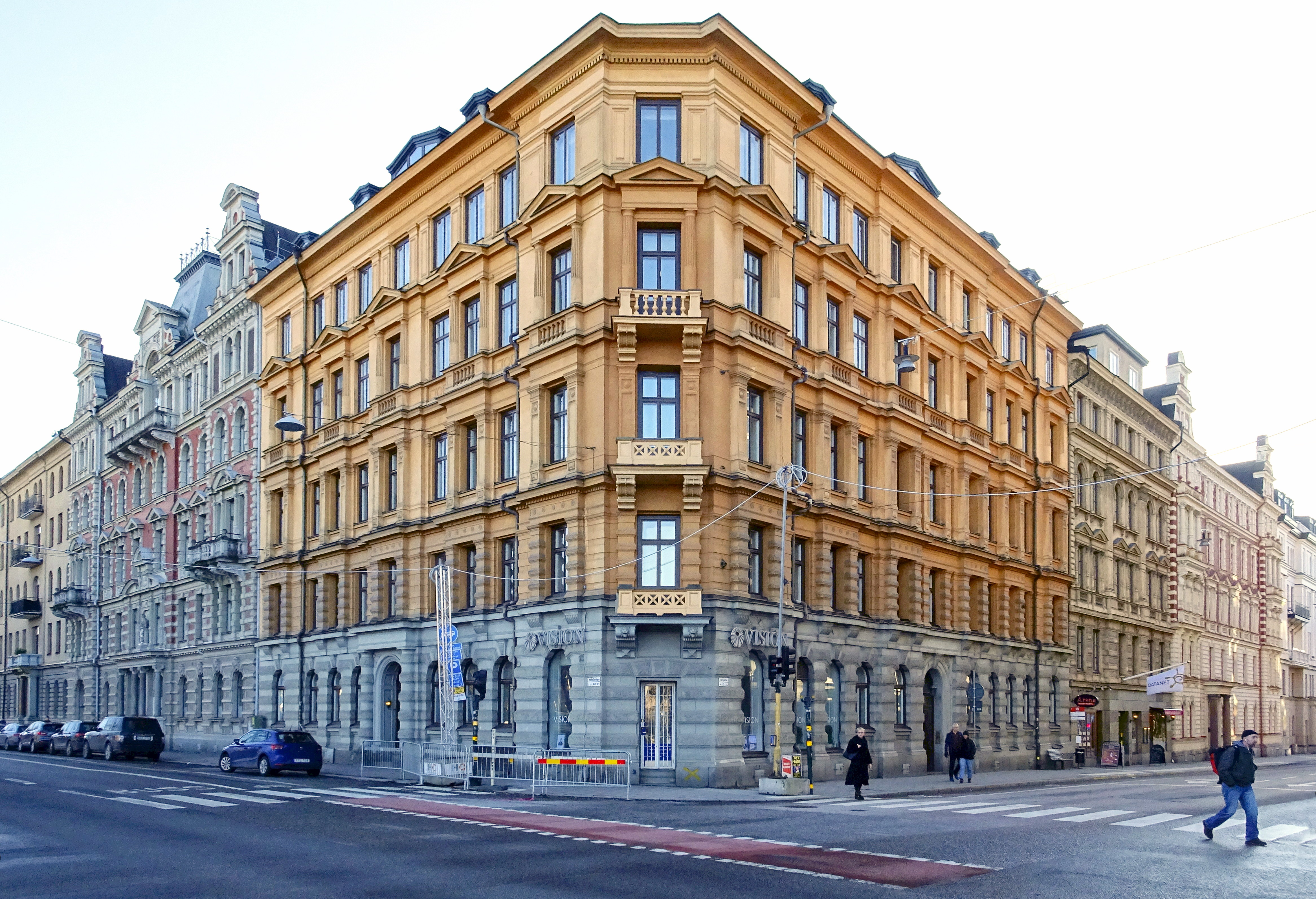
Kvarteret Älgen sett från hörnet Valhallavägen / Sturegatan med Älgen 14 längst fram och Älgen 13 till vänster, 2020.

Kvarteret Älgen ligger på Östermalm i Stockholm. Kvarteret omges av Valhallavägen i norr, Brahegatan i öster, Östermalmsgatan i söder och Sturegatan i väster. Kvarteret består idag av 13 fastigheter, där nr 24 är den största och en sammanslagning av före detta 4, 6 och 15.

## Historik
Älgen och angränsande kvarter är ett resultat av Lindhagenplanen från 1866. Liksom grannkvarteren Hjorten, Renen, Hinden, Rådjuret, Räven, Ekorren och Bävern har namnen anknytning till vilt. Kvarteren ligger i nära anslutning till det gamla staketet som markerade gränsen mellan den stadsplanerade delen av Ladugårdslandet och Djurgården, ungefär i läge med dagens Valhallavägen. På Petrus Tillaeus karta från 1733 kallas området Diurgårds backen (nr 13 på Tillaei karta). Här sträckte sig en stor trädgård med lusthus som hörde till Kammeckers malmgård (Kameckers Egor på Tillaei karta). Direkt sydost om dagens kvarteret Älgen låg Tyskbagarbergen med Kammeckers kvarn (litt r. på Tillaei karta). Väster om Älgen fanns Ladugårdslandets fattigmanskyrkogård från 1600-talet. Sista begravningarna ägde rum 1834 i samband med koleraepidemin och ännu på 1880-talet fanns gravstenar kvar på området. Dagens Stureparken anlades där 1906.

### Kvarteret genom tiden

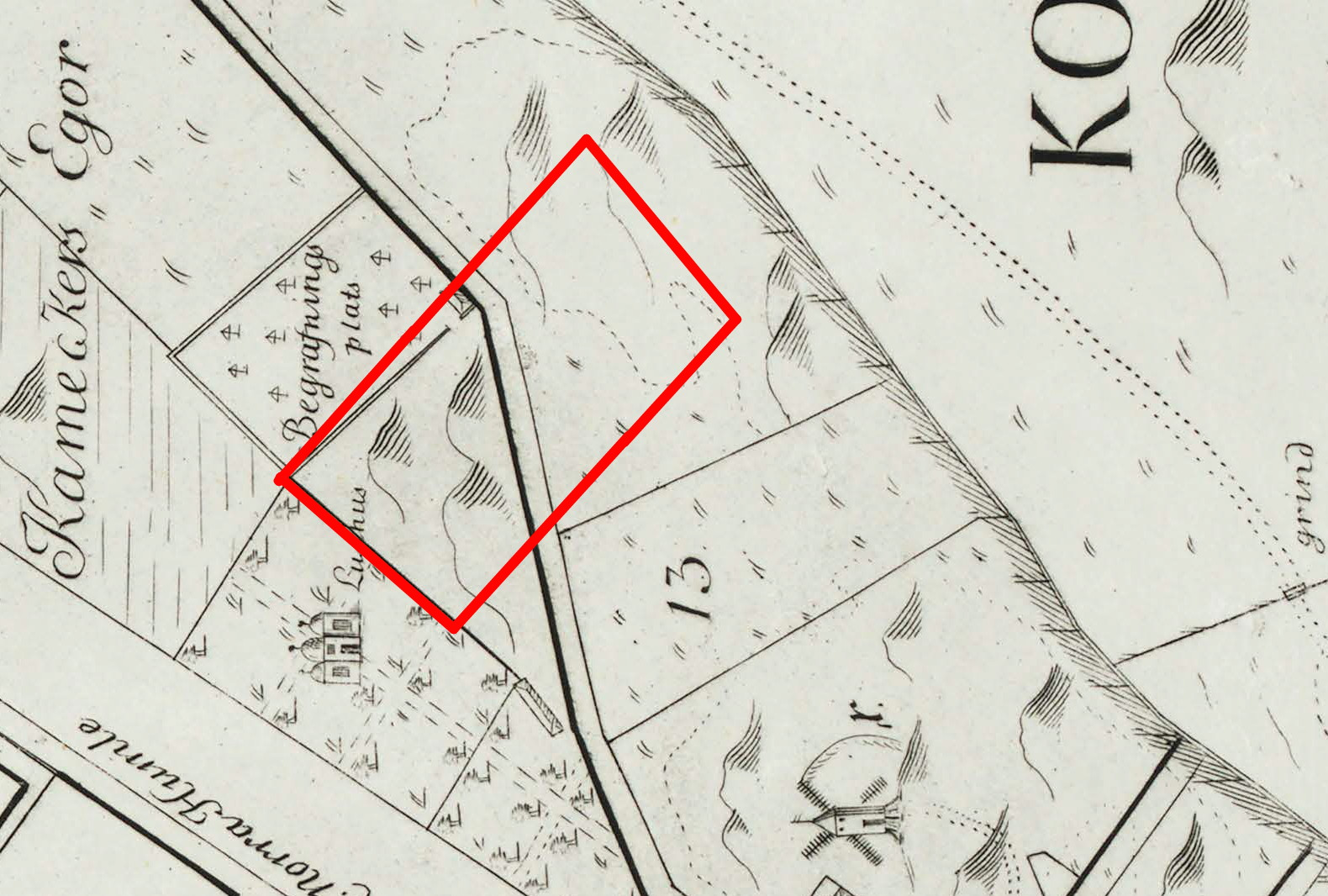
1733.
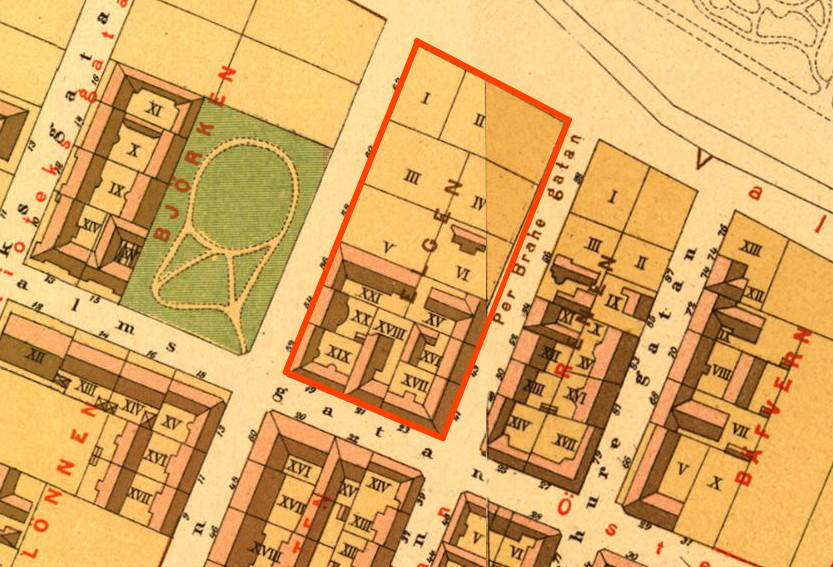
1885.
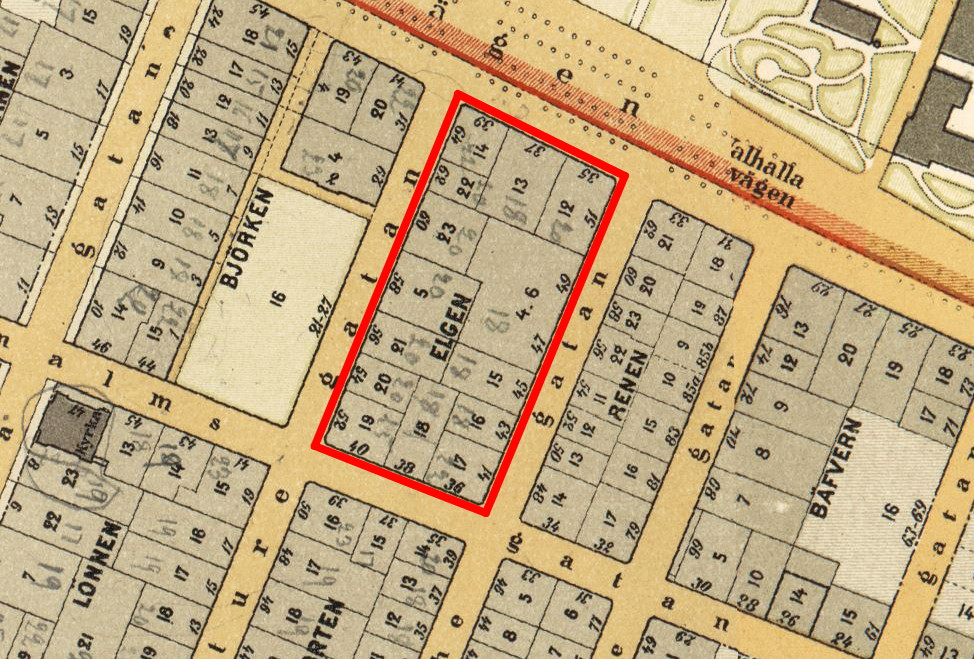
1899.
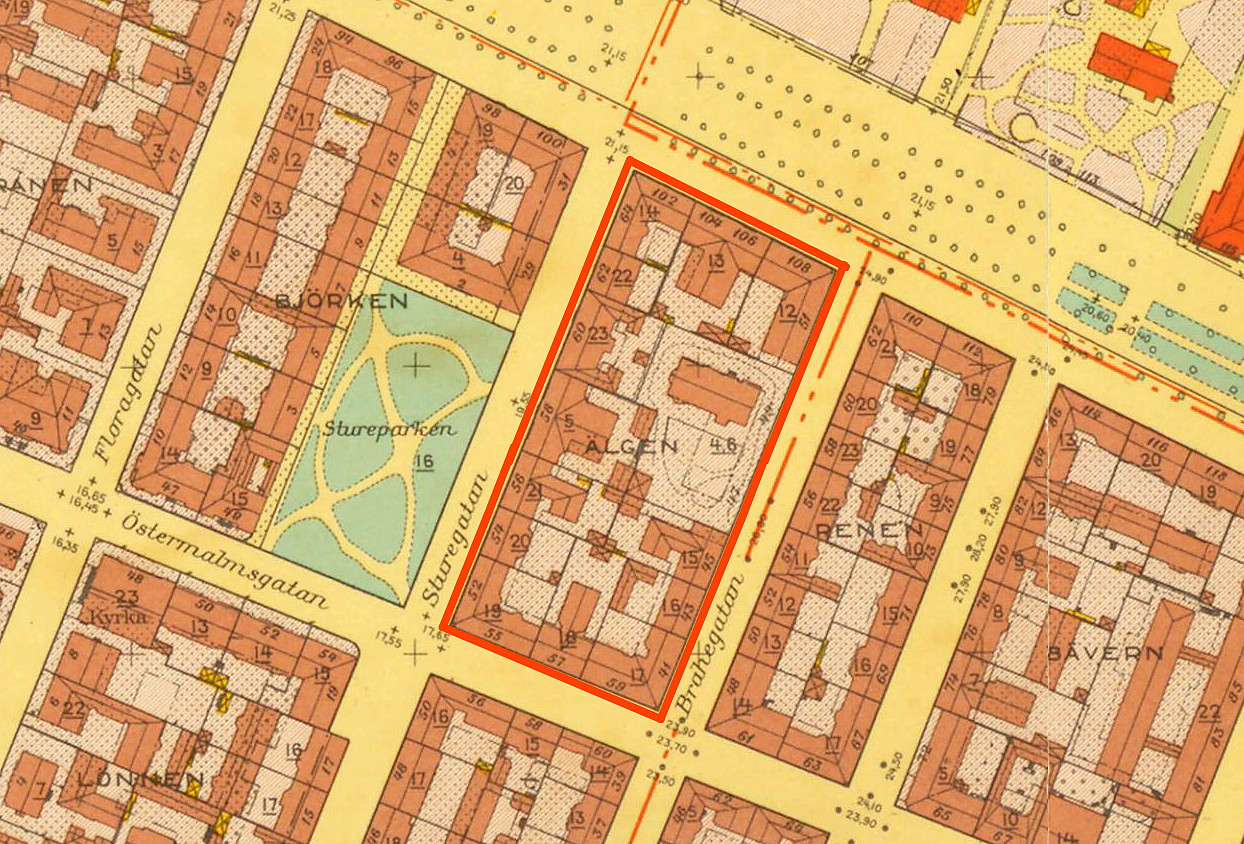
1940.

## Bebyggelsen
Stadsplanen för området fastställdes den 10 mars 1876 och Martin Kammeckers gamla ägor samt Tyskbagarbergen delades in i rektangulära kvarter. Gatorna anlades mellan 1863 och 1896, kvarteret Älgen (dåvarande Elgen) bildades 1879. Omkring 1880/1881 började kvarterets södra delar bebyggas med flerbostadshus, de första var Älgen 20 och 21. Älgens norra halva var till en början styckad i större tomter, troligen avsedda för villabebyggelse vilket även framgår av A.R. Lundgrens karta från 1885. Så blev det dock inte och redan 1899 hade kvarteret fått en ny, tätare styckning, utom fastigheten för den så kallade Wallenbergska villan som uppfördes i mitten av 1870-talet och fick behålla sin stora tomt (Älgen 4 och 6). 
Wallenbergska villan revs 1960 och ersatts av ett stort bostads- och kontorskomplex ritat av arkitekt Ernst Grönvall (dagens fastighetsbeteckning Älgen 24). Två fastigheter (13 och 23) anses av Stadsmuseet i Stockholm representerar "synnerligen höga kulturhistoriska värden" och är blåmärkta. Åtta fastigheter (12, 14, 17, 18, 19, 20, 21 och 22) är grönmärkta vilket innebär "särskilt värdefull från historisk, kulturhistorisk, miljömässig eller konstnärlig synpunkt".

## Kvarterets fastigheter (urval)

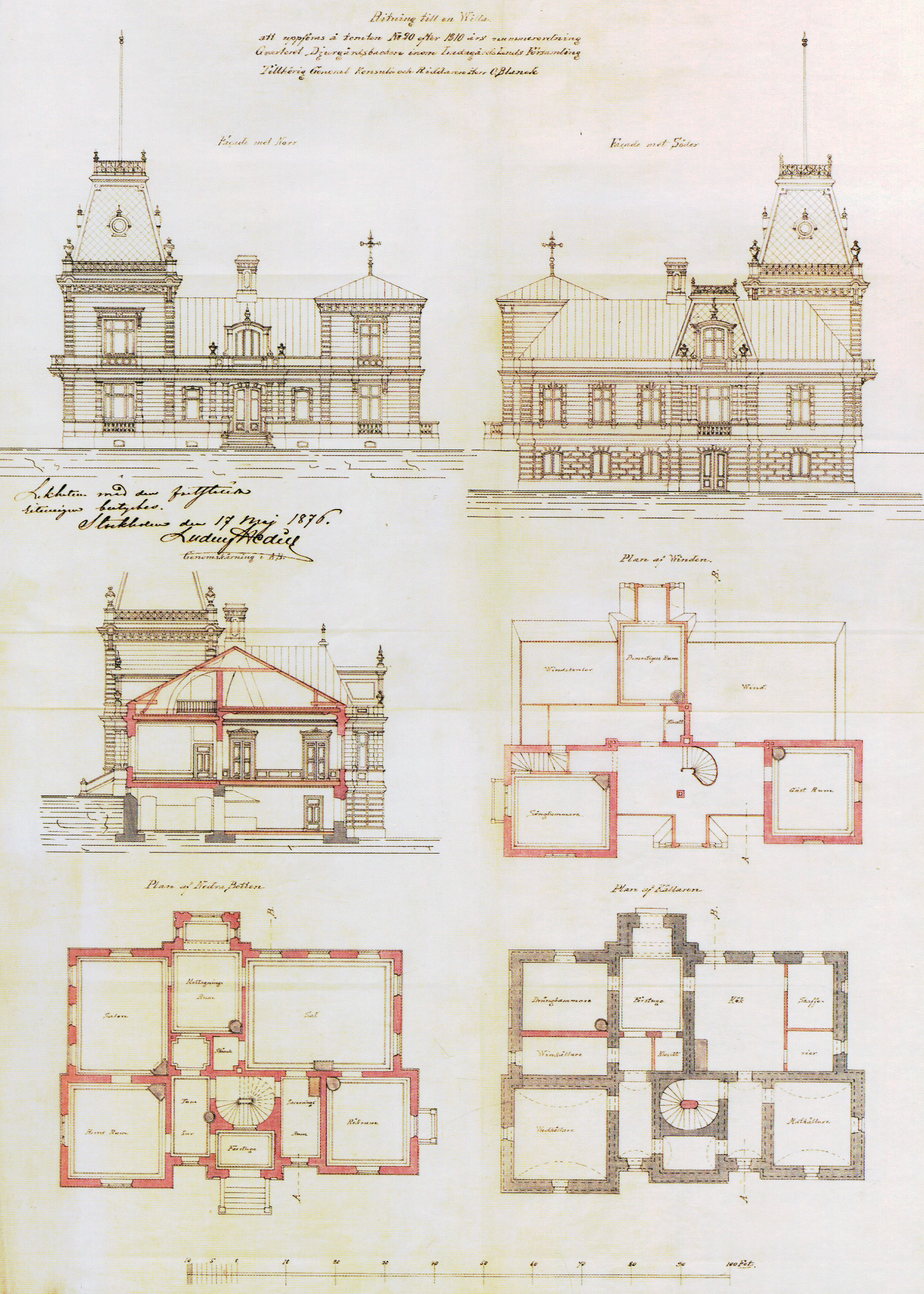
Wallenbergska villan (riven 1960).

- Älgen 5 (Sturegatan 58): uppförd 1885-1886 efter ritningar av arkitekterna Ernst Stenhammar (fasader) och Gustaf Wilhelm Nerman (planer). Beställare och byggherre var Gustaf Leonard Söderman.[2]

- Älgen 12 (Valhallavägen 108 / Brahegatan 51): uppfört 1886-1887 efter ritningar av arkitekterna J.A. Wallin och O. Karlsten. Byggherre och byggmästare var A. W. Modée.[3] Grönmärkt av Stadsmuseet.

- Älgen 13 (Valhallavägen 104-106): uppfört 1887-1888 efter ritningar av arkitekt Johan Laurentz. Byggherre och byggmästare var Joel Nyberg. I husets ateljévåning hade flera framstående svenska konstnärer sin ateljé, bland dem Oscar Björck, Sigge Bergström och Ewald Dahlskog. [4] Blåmärkt av Stadsmuseet.

- Älgen 14 (Valhallavägen 102  / Sturegatan 64): uppfört 1887-1888 efter ritningar av okänd arkitekt. Byggherre och byggmästare var P. J. Hallström.[5] Grönmärkt av Stadsmuseet.

- Älgen 17 (Östermalmsgatan 59  / Brahegatan 41): uppfört 1881 efter ritningar av arkitekt Anders Gustaf Forsberg, byggherre var P. Richter och byggmästare A.P. Åhlander. I huset har Panamas ambassad i Stockholm sina lokaler.[6] Grönmärkt av Stadsmuseet.

- Älgen 19 (Östermalmsgatan 55  / Sturegatan 52): uppfört 1881 efter ritningar av arkitekt Anders Gustaf Forsberg, byggherre och byggmästare var Olof Knutsson Hellström.[7] Grönmärkt av Stadsmuseet.

- Älgen 20 (Sturegatan 54): uppfört 1880-1881 efter ritningar av arkitekt Anders Gustaf Forsberg, byggherre var F.O. Pettersson. Älgen 20 och 21 var de första flerbostadshusen som färdigställdes i kvarteret.[8] Grönmärkt av Stadsmuseet.

- Älgen 21 (Sturegatan 56): uppfört 1880-1881 efter ritningar av arkitekt Anders Gustaf Forsberg, han var även byggherre tillsammans med byggmästaren J. Sjöqvist som uppförde huset.[9] Grönmärkt av Stadsmuseet.

- Älgen 23 (Sturegatan 60): uppfört 1888-1889 efter ritningar av arkitekt Johan Laurentz. Beställare och byggherre var Lars Magnus Elfling. 1892 förvärvades fastigheten av grosshandlaren och fastighetsspekulanten Isaak Hirsch. [10] Blåmärkt av Stadsmuseet.

- Älgen 24 (Brahegatan 45-49): uppfört 1962-1965 efter ritningar av arkitekt Ernst Grönwall. Beställare och byggmästare var Svenska Entreprenad AB Sentab.[11] På platsen fanns tidigare den Wallenbergska villan som revs 1960. Älgen 24 är ett stort byggnadkomplex bestående av två volymer med 2 950 m² lägenheter och 6 050 m² kontor. Under byggnaden ligger ett garage med 125 p-platser. Största hyresgäst är Polismyndigheten. Fastigheten ägs för närvarande (2020) av HEFAB som förvärvade den år 2013 från AP-Fastigheter (dagens Vasakronan).[12]

### Nutida bilder

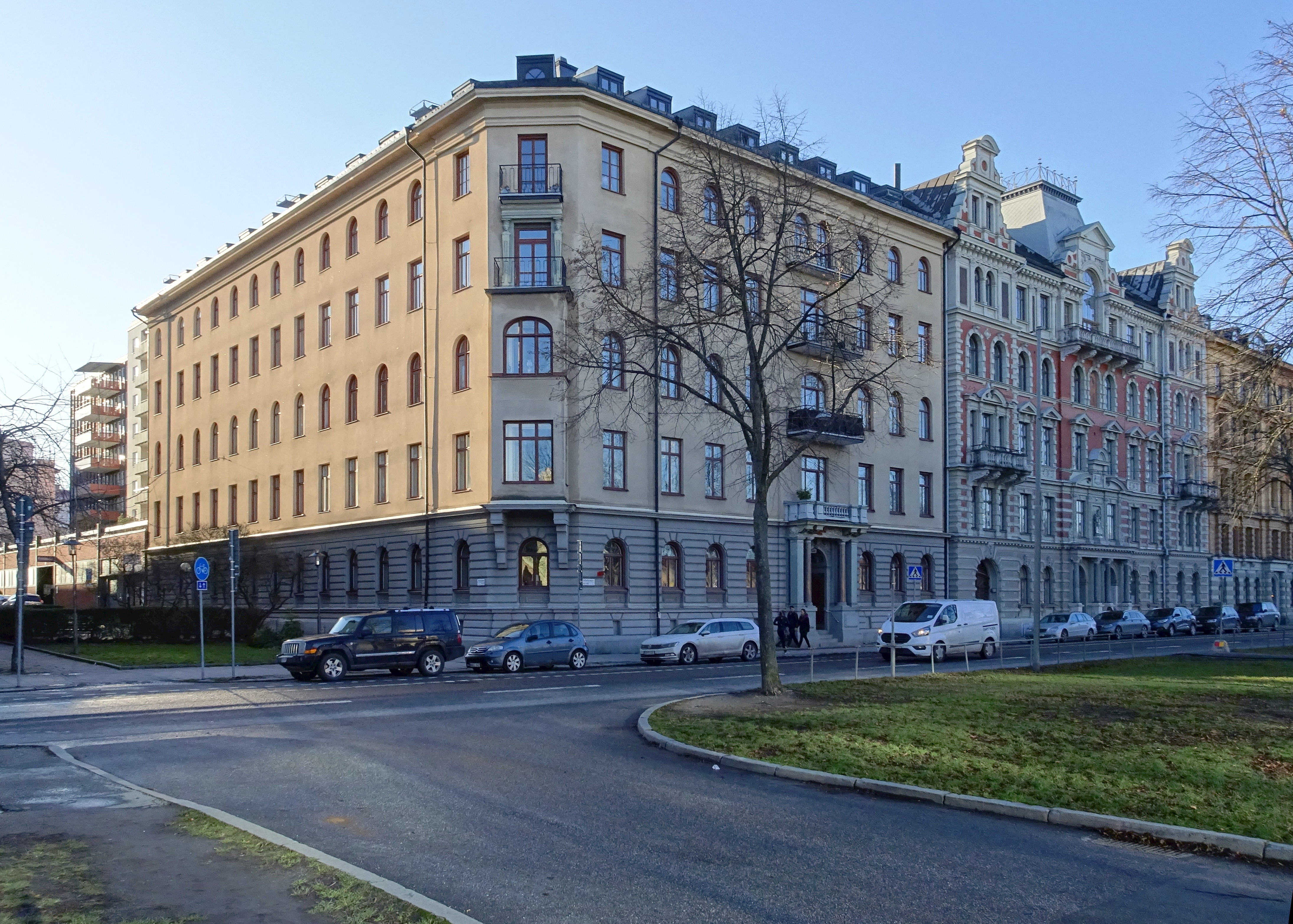
Älgen 12, Valhallavägen 108 / Brahegatan 51.
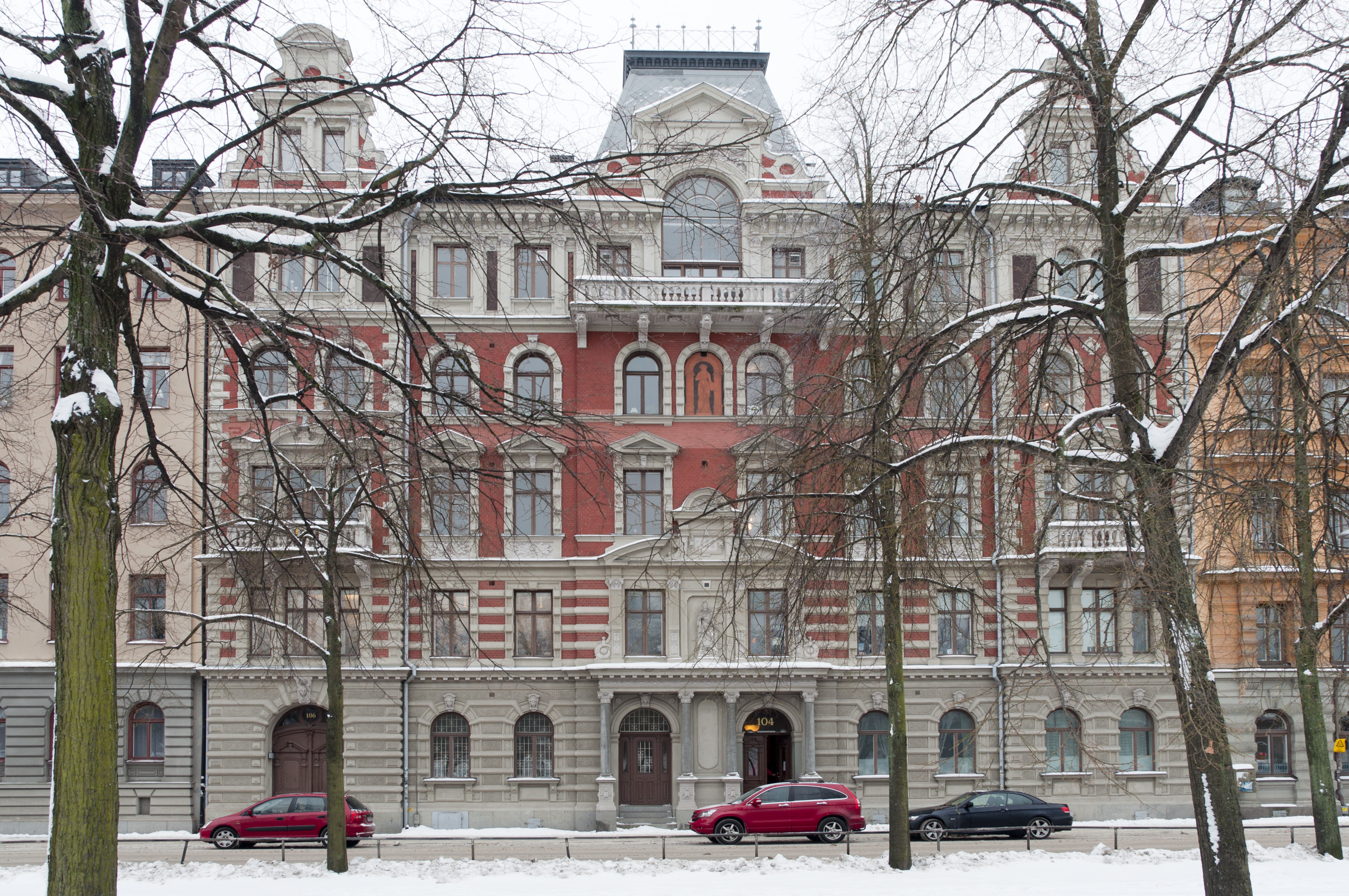
Älgen 13, Valhallavagen 104-106.
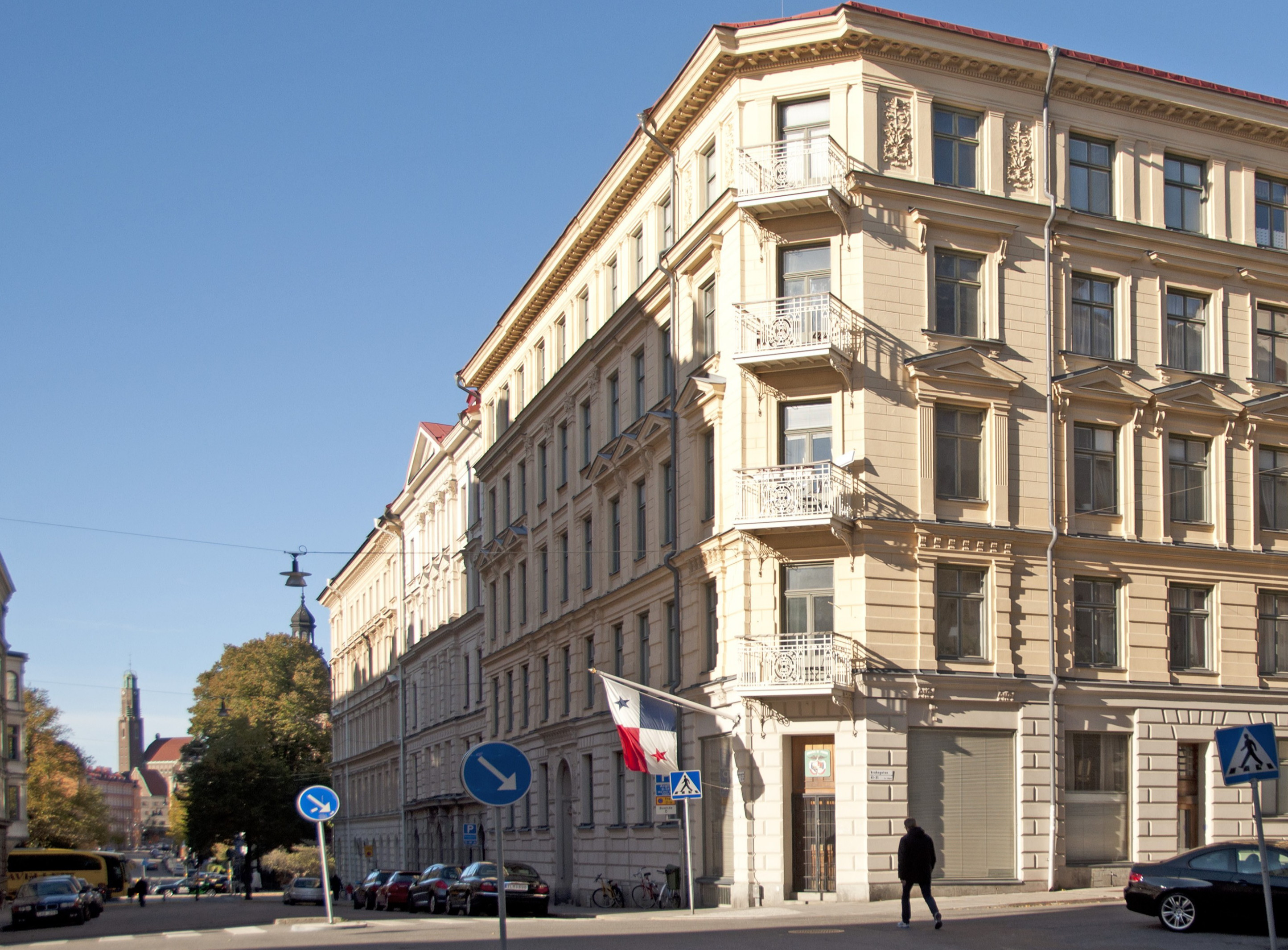
Älgen 17, Östermalmsgatan 59 / Brahegatan 41.
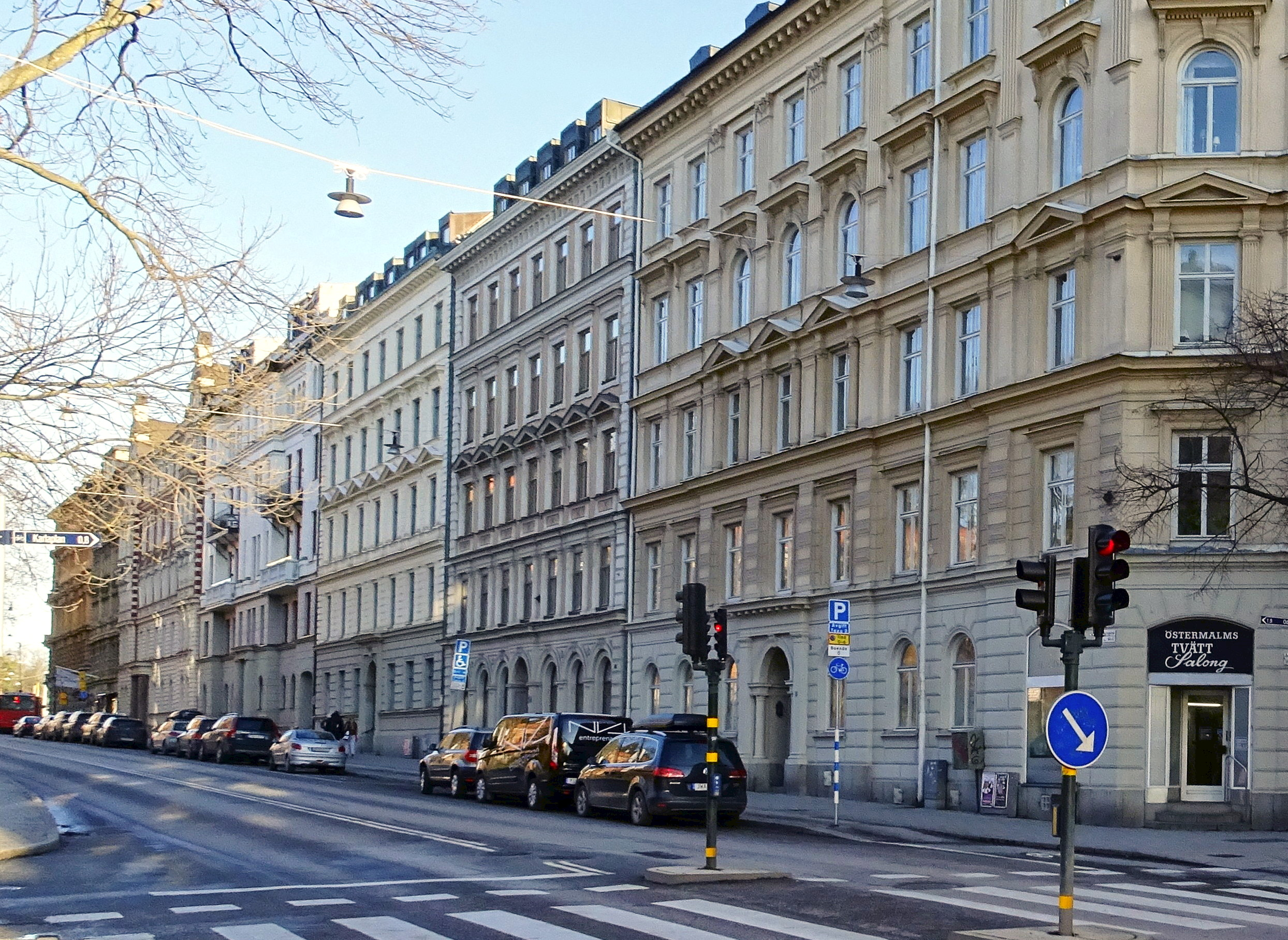
Älgen 19 (närmast), 20, 21, Sturegatan 52-56.

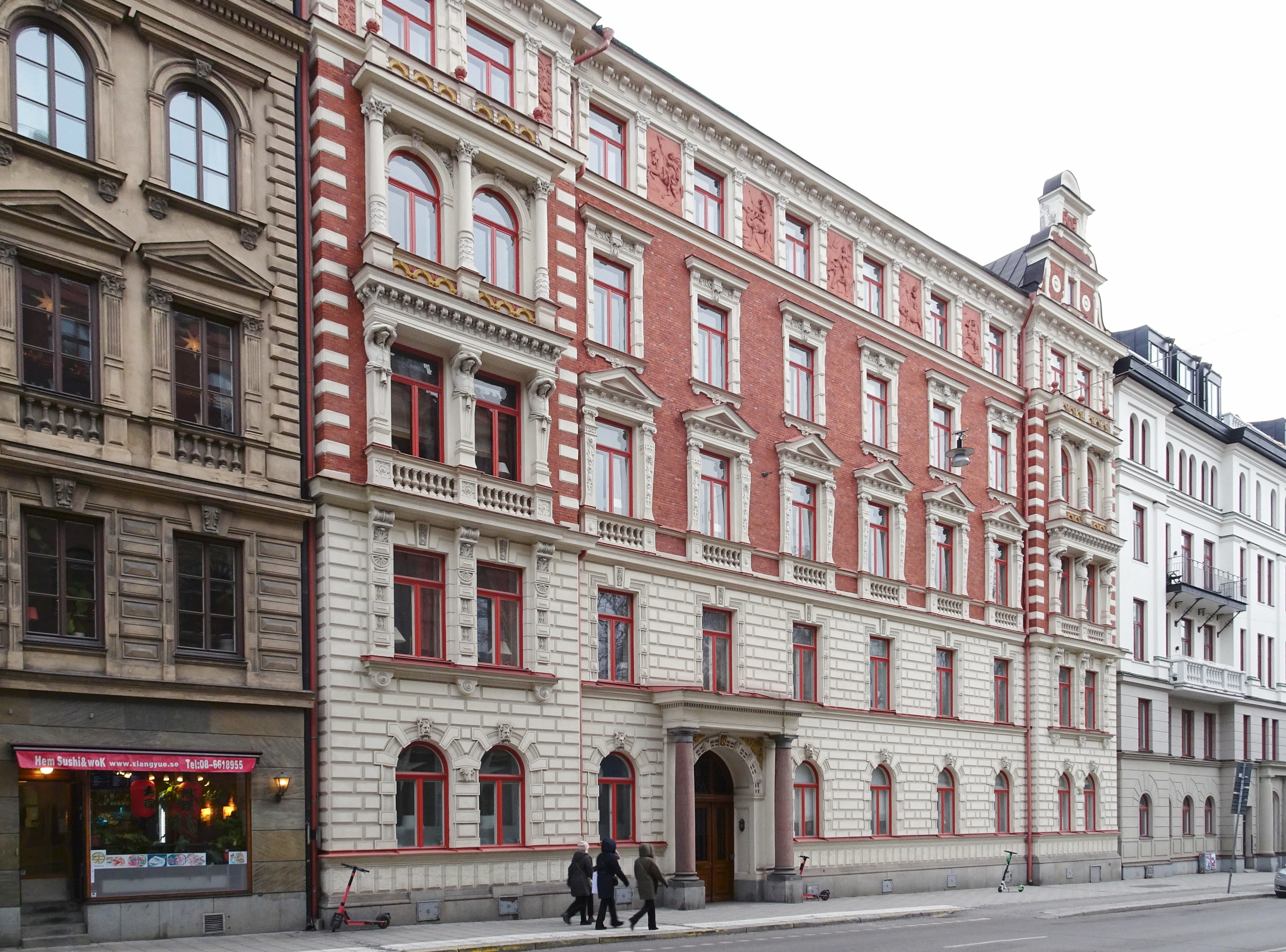
Älgen 23, Sturegatan 60.
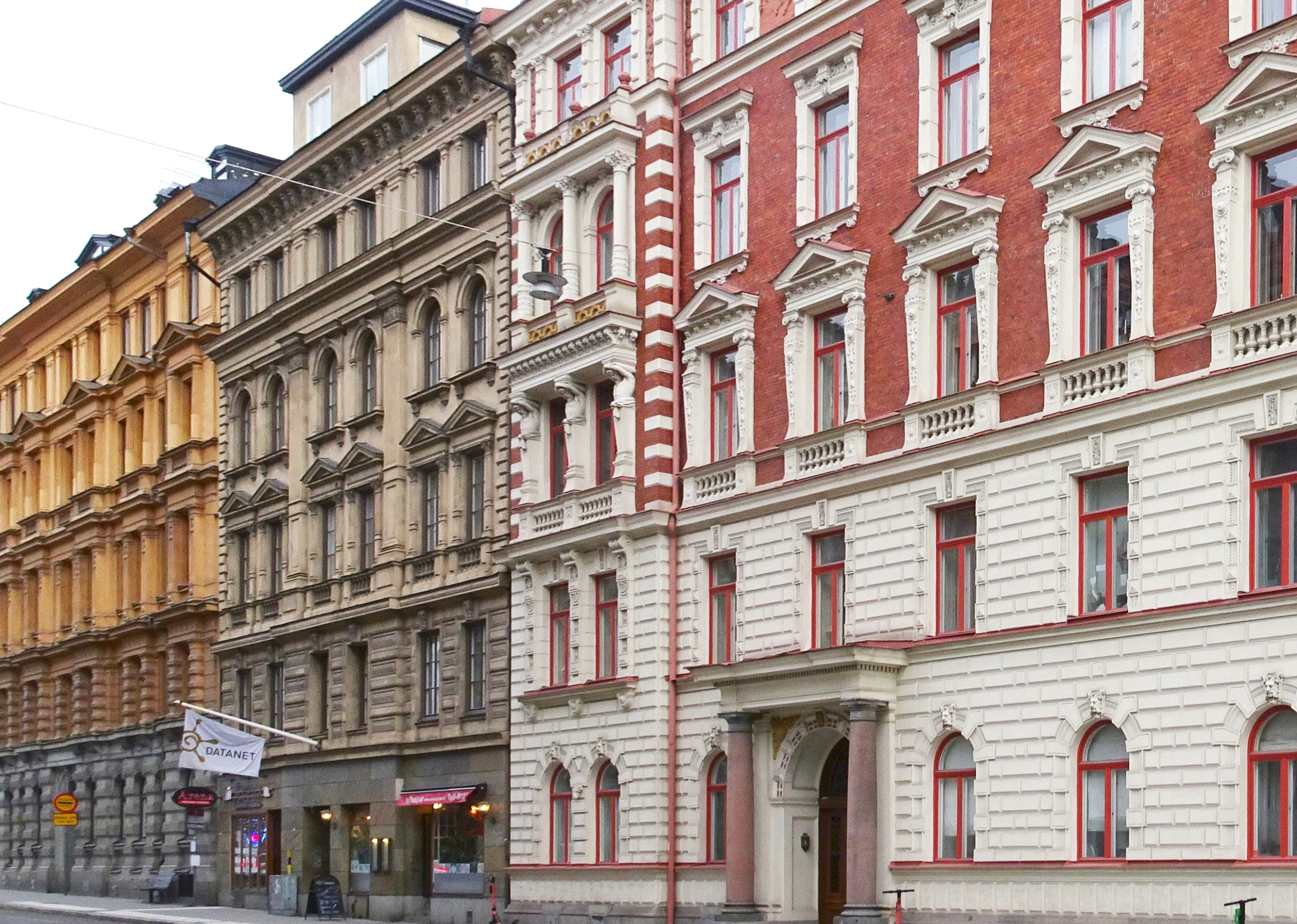
Älgen 23 (närmast), 22, 14, Sturegatan 60-64.
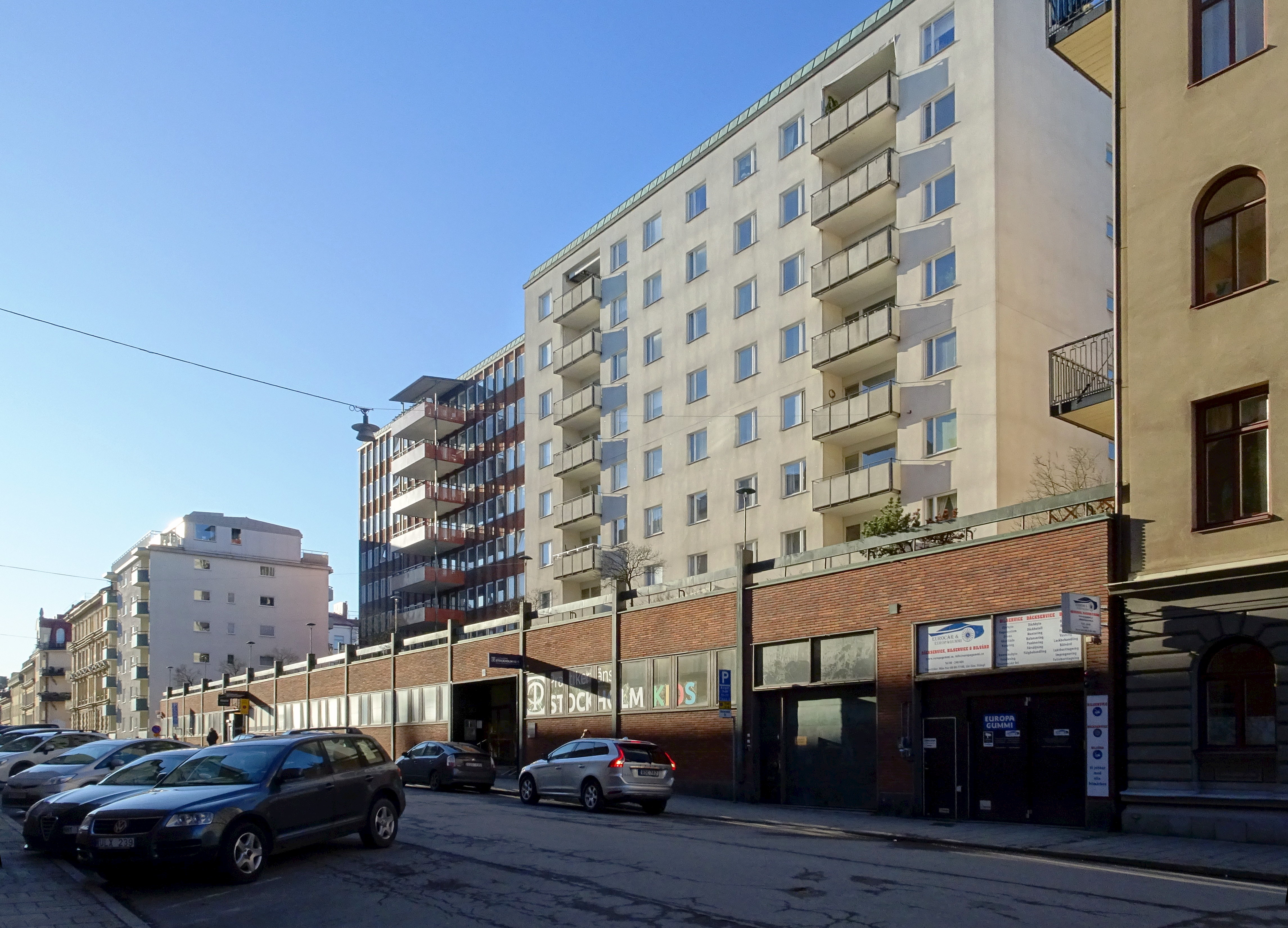
Älgen 24, Brahegatan 45-49.
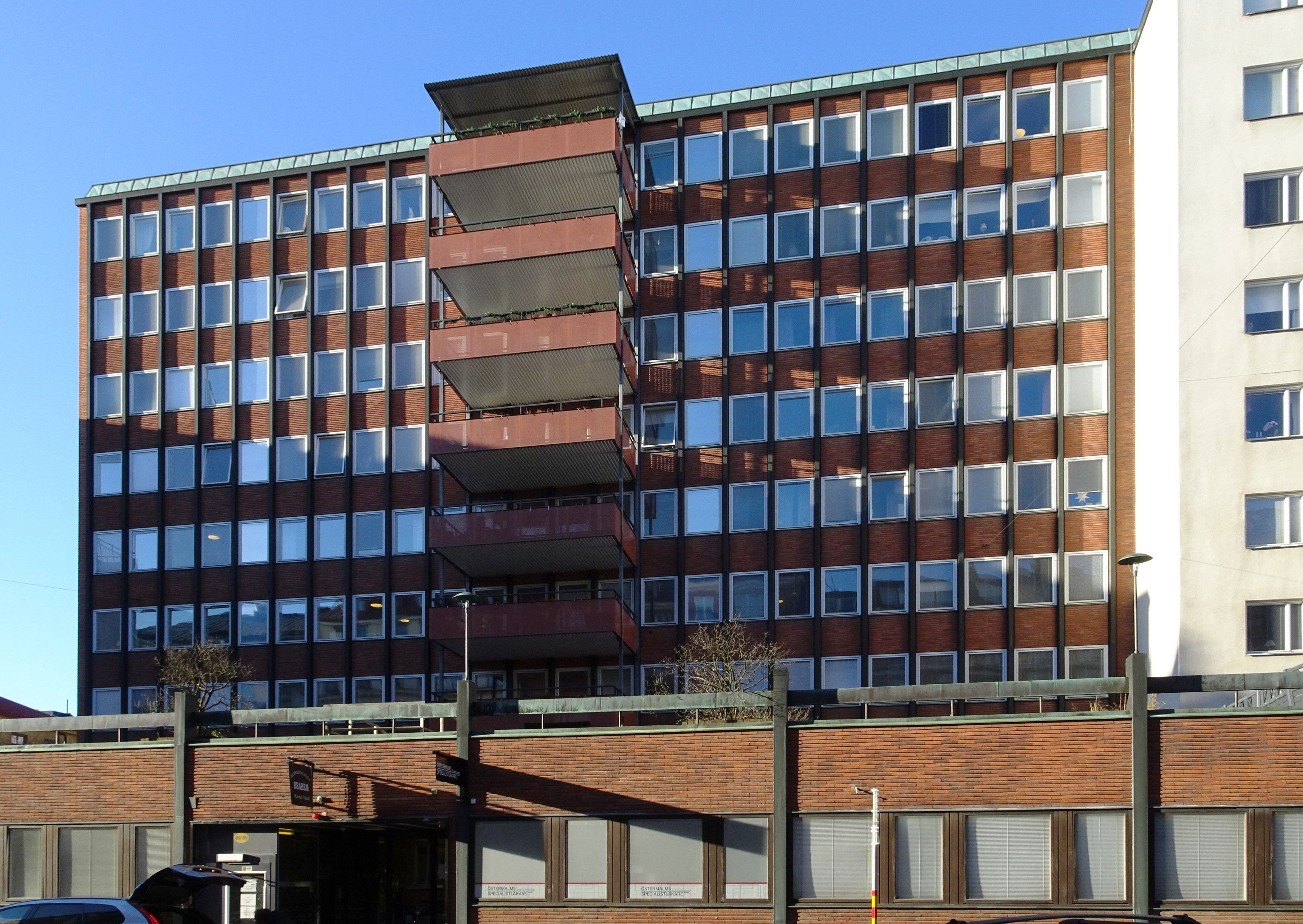
Älgen 24, Brahegatan 47.